# 张雄伟
张雄伟（1965年11月—），浙江嘉兴人，汉族，中国共产党党员。中国人民解放军陆军工程大学教授、第十三届全国人民代表大会解放军和武警部队代表。

## 生平
2018年，张雄伟被选为解放军和武警部队出席第十三届全国人民代表大会代表。2022年时，为中国人民解放军陆军工程大学教授。